# 古城水库 (老河口市)
古城水库是中国湖北省襄阳市老河口市境内的一座水库，位于蒿堰河支流上，建于1966年。水库正常库容为1726万立方米，集雨面积为59.5平方千米，海拔为152.5米。